# Sándor Veress
Sándor Veress (Kolozsvár, 1º febbraio 1907 – Berna, 4 marzo 1992) è stato un etnomusicologo e compositore ungherese naturalizzato svizzero.

## Biografia
Studiò con Bartók (pianoforte) e Kodály (composizione), ma fu in grado di trovare un linguaggio musicale indipendente dai suoi maestri. Dopo aver sostituito Kodály nella cattedra di composizione all'Accademia di Budapest, fu il compositore la cui personalità marcò maggiormente l'Ungheria del dopoguerra (György Ligeti e György Kurtág furono tra i suoi allievi).
Non avendo alcuna intenzione di sottomettersi alle ingiunzioni della dittatura culturale staliniana, Veress scelse la via dell'esilio verso la Svizzera nel 1949. Come professore di composizione al Conservatorio di Berna, Veress esercitò un'influenza su tutta una generazione di giovani musicisti svizzeri: Heinz Holliger, Juerg Wyttenbach, Urs Peter Schneider, Roland Moser, e molti altri ancora, seguirono i suoi insegnamenti.
Il periodo immediatamente successivo alla sua emigrazione fu quello del suo incontro con la scuola di Vienna e la pittura di Paul Klee. 
Morì il 4 marzo 1992 a Berna. Il 12 dicembre 1991, ossia 17 anni dopo la sua prima richiesta di naturalizzazione, la nazionalità svizzera gli era stata finalmente concessa.